# Hajmrlov (Moravský Beroun)

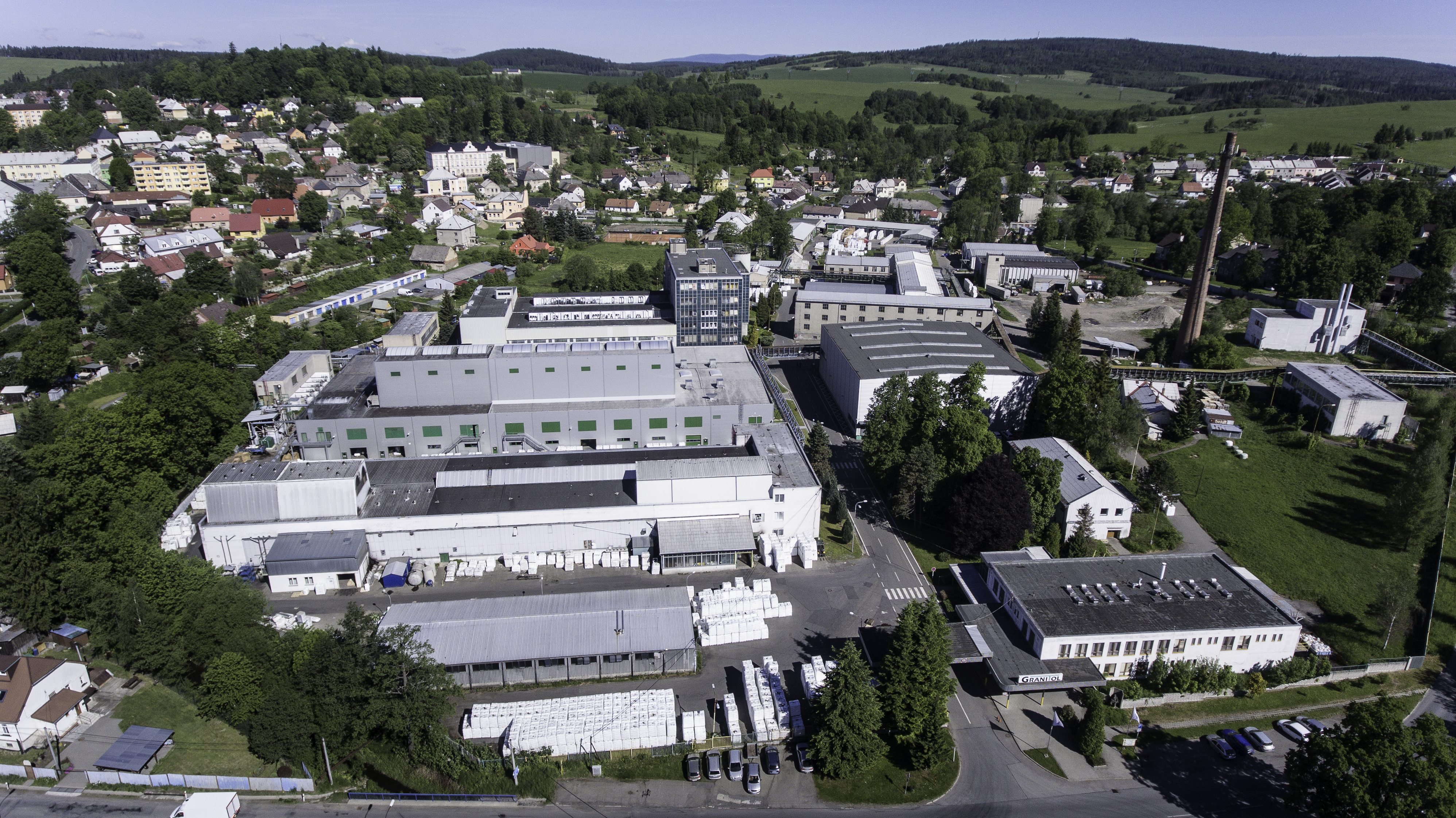
Blick aus Südost über das Werksgelände von Granitol auf Hajmrlov

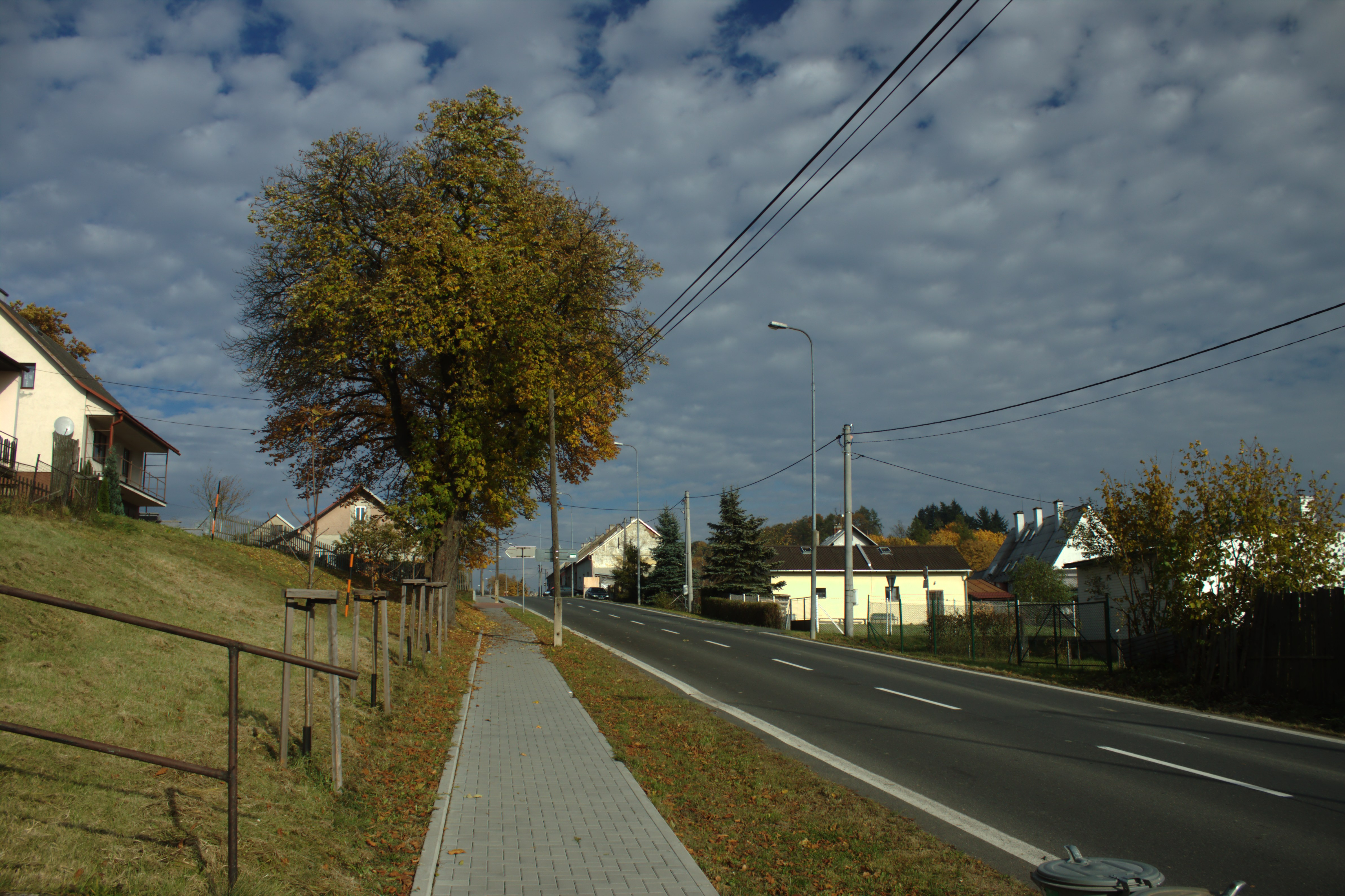
Staatsstraße bei Hajmrlov

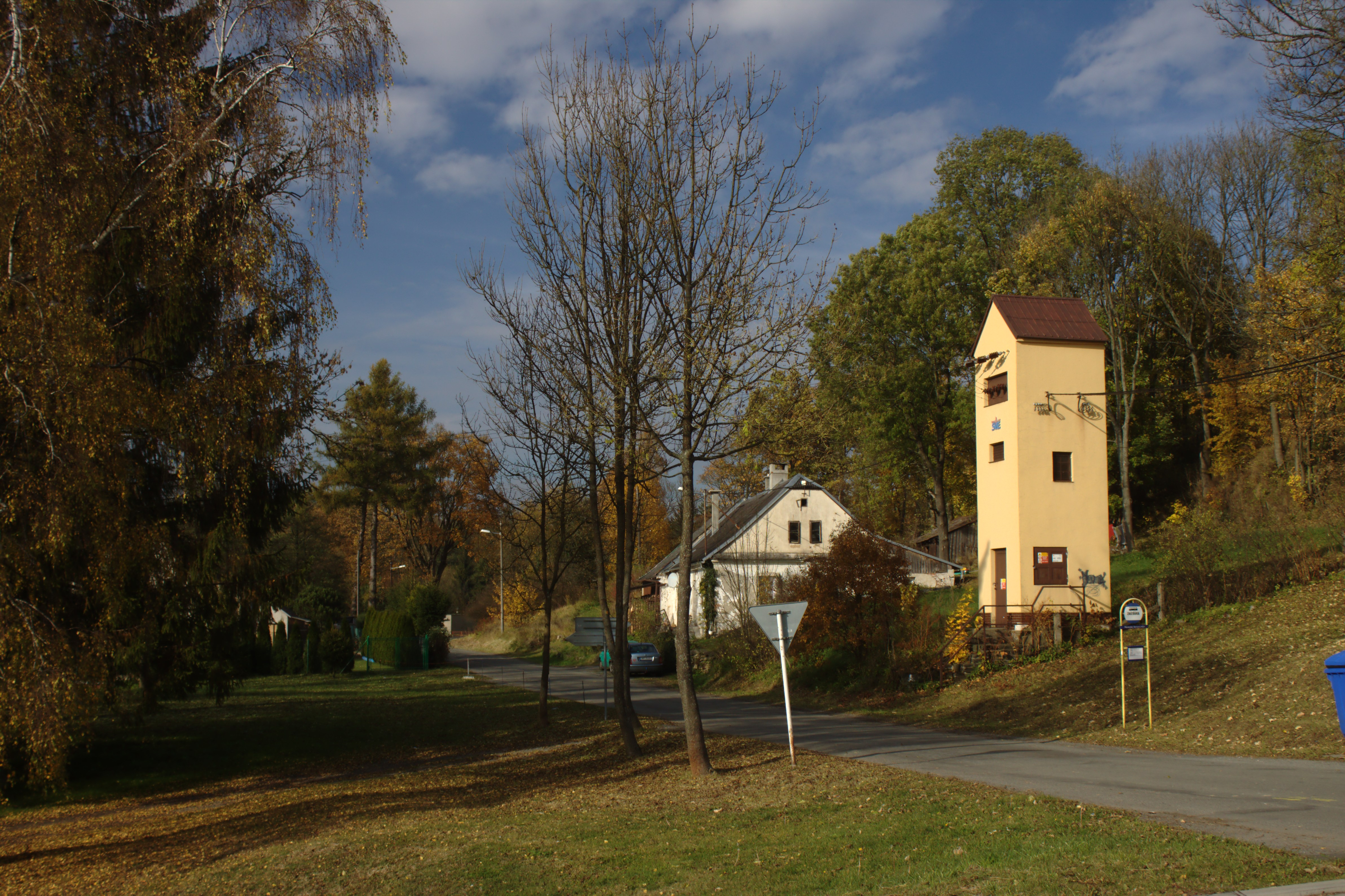
Trafohaus

Hajmrlov (deutsch Heimerldorf, auch Heimerlsdorf) ist eine Ortslage der Stadt Moravský Beroun (Bärn) in Tschechien. Sie liegt einen knappen Kilometer nordöstlich des Stadtzentrums von Moravský Beroun und gehört zum Okres Olomouc.

## Geographie
Die Kolonie Hajmrlov befindet sich im Niederen Gesenke (Nízký Jeseník) an der Mündung des Baches Čabová in den Důlní potok (Stollenbach). Nördlich erhebt sich der Železník (Giesel, 655 m n.m.), im Osten die Březová (Langenbirke, 689 m n.m.), westlich der Křížový vrch (Kreuzberg, 616 m n.m.) und der Kočičí vrch (Katerberg, 631 m n.m.) sowie im Nordwesten der Mlýnský vrch (Mühlberg, 612 m n.m.). Durch den Ort führt die Staatsstraße I/46 zwischen Šternberk (Sternberg) und Opava (Troppau).
Nachbarorte sind Lomnice (Lobnig) und Nové Valteřice (Neu Waltersdorf) im Norden, Křišťanovice (Christdorf) und Čabová (Brockersdorf) im Nordosten, Rejchartice (Reigersdorf) und Horní Guntramovice (Ober-Gundersdorf) im Osten, Stará Libavá (Altliebe) und Nová Véska (Neudörfel) im Südosten, Sedm Dvorů (Siebenhöfen) im Süden, Moravský Beroun im Südwesten sowie Dětřichov nad Bystřicí (Dittersdorf) im Nordwesten.

## Geschichte
Gegenüber der Stadt Bärn – dicht an der Troppauer Handelsstraße – bestand lange Zeit ein Meierhof der mährischen Herrschaft Sternberg. Auf diesem waren nach der 1692 erfolgten Teilung die Bewohner der südlichen Dörfer des Amtes Karlsberg robotpflichtig. Seit 1699 gehörte die Herrschaft Karlsberg zum Besitz der Fürsten von Liechtenstein. Fürst Alois I. von Liechtenstein hob 1788 den unwirtschaftlich gewordenen Bärner Meierhof auf und bot dessen Fluren der Stadt Bärn für 10.000 Gulden an. Diese war jedoch nur zu einer Zahlung von 8000 Gulden bereit. Stattdessen erwarben 20 Siedler die nun zu Gärtnerstellen parzellierten Meierhofsfluren für jeweils 500 Gulden. Die ersten Kirchenbücher wurden 1788 in Bärn geführt. Im Jahre 1791 war das neuangelegte Zinsdorf Haimerle bzw. Hamerlow auf 30 Häuser angewachsen und hatte 155 Bewohner. Ab 1798 wurde der Ort Heimerldorf genannt.
Im Jahre 1835 bestand das im Olmützer Kreis auf einer unebenen felsigen Fläche an der Handelsstraße von Bärn nach Troppau gelegene Dorf Heimerlsdorf aus 32 Häusern mit 161 deutschsprachigen und katholischen Einwohnern. Im Ort gab es eine Brettsäge und mehrere Garnbleichen. In der Umgebung des Dorfes waren noch größere Schlackenhaufen sichtbar, die von erloschenen Eisenhütten, in denen die in der Gegend, insbesondere am Giesel bei Brockersdorf, gewonnenen Erze ausgeschmolzen worden sind. Die Landwirtschaft hatte wegen der Bodenverhältnisse nur geringe Bedeutung. Pfarr- und Schulort war Bärn. Weitere Namensformen waren Heimelsdorf (1846) und Haymerly (1847). Bis zur Mitte des 19. Jahrhunderts blieb das Dorf der Allodialherrschaft Karlsberg untertänig, Besitzer waren die Fürsten von Liechtenstein.
Nach der Aufhebung der Patrimonialherrschaften bildete Heimerldorf / Haimrlov ab 1849 einen Ortsteil der Stadt Bärn / Beraun im Gerichtsbezirk Hof und Bezirk Sternberg. Zwischen 1855 und 1868 war das Dorf dem Bezirk Hof zugeordnet. Ab 1869 gehörte Heimerldorf wieder zum Bezirk Sternberg. Zu dieser Zeit hatte das Dorf 333 Einwohner und bestand aus 35 Häusern. Der tschechische Ortsname wurde 1872 in Hajmrlov geändert. Im Jahre 1900 lebten in Heimerldorf 274 Personen, 1910 waren es 254. Zum 1. Oktober 1910 wurde das Dorf dem Bezirk Bärn zugeordnet. Nach dem Zusammenbruch der k.k. Monarchie wurde der Ort 1918 Teil der neu gebildeten Tschechoslowakei. Beim Zensus von 1921 lebten in den 32 Häusern von Heimerldorf / Hajmrlov 224 Personen, darunter 220 Deutsche und zwei Tschechen.  Im Jahre 1930 bestand Heimerldorf aus 32 Häusern und hatte 212 Einwohner. Nach dem Münchner Abkommen wurde das Dorf im Herbst 1938 dem Deutschen Reich zugesprochen und dem Landkreis Bärn zugeordnet. Nach dem Ende des Zweiten Weltkrieges wurde Hajmrlov wieder Teil der Tschechoslowakei. Der größte Teil der deutschsprachigen Bevölkerung wurde 1946 vertrieben und der Ort mit Tschechen neubesiedelt. 1949 erfolgte die Umgliederung in den Okres Bruntál. Im Jahre 1950 wurde Hajmrlov mit Moravský Beroun fusioniert, wobei der Name Hajmrlov offiziell erlosch.

## Ortsgliederung
Hajmrlov gehört zum Ortsteil und Katastralbezirk Moravský Beroun.